# Алін Береску
Алін Береску (рум. Alin Berescu; нар. 14 квітня 1980, Тімішоара) – румунський шахіст, гросмейстер від 2007 року.

## Шахова кар'єра
Неодноразово представляв Румунію на чемпіонаті світу та Європи серед юніорів у різних вікових категоріях, здобувши дві медалі: срібну (1990, Фонд-дю-Лак, ЧС до 10 років) і бронзову (1991, Варшава, ЧС до 12 років). 1996 року виграв в Сутоморе золоту медаль на олімпіаді серед юніорів (до 16 років). Триразовий призер чемпіонату Румунії: двічі золотий (2004, 2005) та бронзовий (2007).
Досягнув низки успіхів на міжнародних турнірах, зокрема: поділив 3-тє місце у Ефоріє-Норд (2001, 2007), 1-ше місце в Тімішоарі (2004), посів 1-ше місце в Плзені (2004), поділив 2-ге місце в Бухаресті (2004, 2005), 3-тє місце в Араді (2006), поділив 3-тє місце в Предялі (2006), поділив 1-ше місце в Яссах (2006, разом із зокрема, Константіном Лупулеску і Володимиром Маланюком), поділив 1-ше місце в Бухаресті (2007, разом з Вадимом Шишкіним, Константіном Лупулеску і Джордже-Габрієлом Грігоре), поділив 1-ше місце в Бейле-Фелікс (2007, разом з зокрема, Мар'юсом Манолаке і Андреєм Мураріу), поділив 2-ге місце в Старій Пазові (2007, позаду Александара Ковачевича, разом з Бошко Абрамовичем).
Найвищий рейтинг Ело в кар'єрі мав станом на 1 травня 2012 року, досягнувши 2516 очок займав тоді 12-те місце серед румунських шахістів.

## Зміни рейтингу
| На цьому місці має відображатися графік чи діаграма, однак з технічних причин його відображення наразі вимкнено. Будь ласка, не видаляйте код, який викликає це повідомлення. Розробники вже працюють для того, щоби відновити штатне функціонування цього графіка або діаграми. | |
| | На цьому місці має відображатися графік чи діаграма, однак з технічних причин його відображення наразі вимкнено. Будь ласка, не видаляйте код, який викликає це повідомлення. Розробники вже працюють для того, щоби відновити штатне функціонування цього графіка або діаграми. |